# Ophiothamnus affinis
Ophiothamnus affinis är en ormstjärneart som beskrevs av Ljungman 1872. Ophiothamnus affinis ingår i släktet Ophiothamnus och familjen knotterormstjärnor. Inga underarter finns listade i Catalogue of Life.